# Jean Even
Pour les articles homonymes, voir Even.
Jean Even, né à Paris 20e le 14 juillet 1910 et mort au Plessis-Robinson le 5 janvier 1986, est un artiste peintre, lithographe et affichiste français. Il résidait dans la ruche d'artistes du 26, rue des Plantes dans le 14e arrondissement de Paris. 

## Biographie
Jean Even est le fils d'Albert Even, ébéniste belge ayant fait carrière au faubourg Saint-Antoine à Paris. 
Reçu premier au concours d'entrée, il intègre en 1932 l'École nationale supérieure des beaux-arts de Paris où il est l'élève d'André Devambez, puis de Charles Guérin. 
En 1934, Jean Even reçoit le premier prix du Concours du Professorat de dessin Lycées et Collèges de l’État.
Il expose au Salon des artistes français et obtient la médaille d'argent en 1935 et la médaille d'or en 1939. Entre-temps, il reçoit en 1936 le prix de la Casa de Velázquez. La guerre civile en Espagne et l'incendie qui détruit la Casa de Velázquez, font que c'est au Maroc, à Fès, qu'il profite de ce prix. Ce premier séjour au Maroc se renouvellera les années suivantes : en 1938, au cours d'un voyage pendant lequel il exécute de nombreuses peintures ; en 1939, dans le cadre de son service militaire, incorporé au Régiment des Zouaves à Meknès, quand le général Noguès, résident général de France au Maroc, l'appelle à Casablanca pour décorer le Foyer du Soldat où il exécute trois grands panneaux.
En 1941, il obtient le prix Eugène-Thirion. 
Parallèlement à sa carrière de peintre et de professeur, Jean Even entame une carrière d'affichiste. Il réalise de nombreuses affiches touristiques pour le Maghreb dans les années 1940, et obtient en 1948 et durant plusieurs années le premier prix d'affiches de l'Office marocain du tourisme, à Rabat.
Durant ces mêmes années, l'Agence Havas lui commande une série d'affiches pour la compagnie aérienne Air France : Proche-Orient, Amérique du Nord, Espagne, Afrique, Israël… 
Il exécute différentes affiches, pour les emprunts du Crédit agricole, Évian, Pathé-Marconi... et plus spécifiquement, en 1950, l'affiche Bons de la Défense nationale.
Marié en 1938 à Céline Canivet, originaire de Paimpol et rencontrée à l'École des beaux-arts, la Bretagne devient son pays d'adoption. Il installe un atelier au Faou où il séjourne plusieurs mois de chaque année, travaillant sur les motifs de la région : la rade de Brest, la presqu'île de Crozon, Douarnenez, le Pays Bigouden ainsi que l'Argoat. Le Finistère devient ainsi sa source essentielle d'inspiration. Gérald Schurr peut observer : « impressionniste de notre temps par le dynamisme de sa touche, par son attrait pour tout ce qui est mouvement fugitif, les chevaux, les vagues, les reflets, Even sait pourtant muscler ses ivresses de couleurs par une composition interne et par un trait qui, sous l'apparence du flou et de l'éblouissement lumineux, reste parfaitement maîtrisé ».  
En 1952, Jean Even est nommé Peintre officiel de la Marine et officier de l'Ordre des Palmes académiques.  
Jean Even rejoint le « Groupe des Amandiers » fondé par ses voisins d'atelier Claude Malherbe et André Pédoussaut, avec Laurent Lefèvre, Romain, Achiam, Adriam, Robert Saint-Cricq et Estival. Il meurt un mois avant le vernissage de « l'important ensemble qui lui est consacré » au Musée national de la Marine en 1986 : « des paysages de Venise, des marines faites de lumière, de couleurs joyeuses posées avec une franche décision, des rivages bleu-vert dont l'artiste, dans une gamme de couleurs réduite, savait évoquer en quelques touches les reflets et les brillances ».

## Expositions collectives

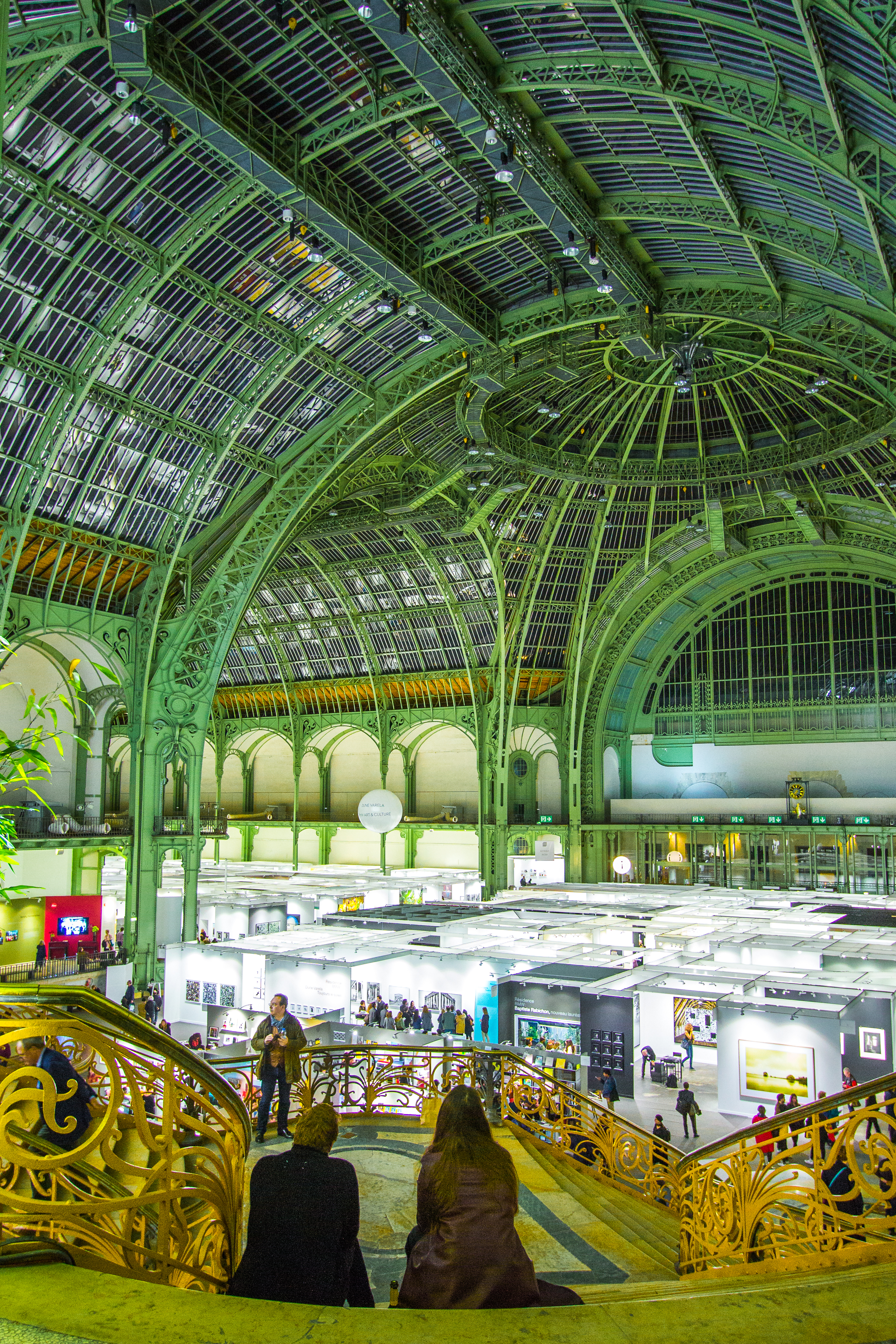
Le Grand Palais accueillit le Salon d'automne

- Salon des artistes français, Paris, 1935 (médaille d'argent), 1939 (médaille d'or).
- Salon d'automne, Grand Palais, Paris, sociétaire en 1952[6], membre du jury en 1968 et membre du comité en 1980[7].
- Salon du dessin et de la peinture à l'eau, Paris, 1958[8].
- Le pétrole vu par 100 peintres (toile exposée : Pétrolier en cale sèche), Palais Galliera, Paris, 1959[9].
- Salon des peintres témoins de leur temps, Palais Galliera, Paris, à partir de 1959.
- Arts et culture, Genève, mai-juin 1962.
- Groupe des Amandiers, mairie du 20e arrondissement de Paris, 1964.
- Jean Camberoque, Jean Even, François Gall, Viko, Galerie Boissière, Paris, avril 1972.
- Première Exposition internationale des arts de Téhéran, Centre des expositions internationales, Téhéran, décembre 1974 - janvier 1975[10].
- Dixième anniversaire de la Galerie du Cercle (Denise Douchez) - Yves Alix, Willy Eisenschitz, Raymonde Heudebert, Jean Even, Galerie du Cercle, Paris, mai 1984[11].
- Le bel été des peintres en Bretagne, maison des Traouïero, Perros-Guirec, juin-septembre 2016[12].

## Expositions personnelles
- Galerie Drouant, Paris, novembre-décembre 1979.
- Jean Even - Cent œuvres, Galerie des Orfèvres, Paris, mai 1985[3].
- Musée national de la Marine, Paris, 1986[5].
- Musée de Pont-Aven, 1995.
- Hommage à Jean Even, Musée national de la Marine du 5 février 1986 au 1er avril 1986.
- Rétrospective Jean Even, salons du Crédit mutuel de Bretagne, Brest, octobre 1988 - janvier 1989[13].
- Hommages particuliers à Jean Even, Salon d'automne 1986, Salon de la Société nationale des beaux-arts 1987, Salon du dessin et de la peinture à l'eau 1988[7].
- Quatre-vingt dix œuvres de Jean Even : gouaches, huiles, dessins, affiches, salle des fêtes de Douarnenez, juin-août 2016[14].

## Réception critique
- « Si elle le munirent d'un viatique de savoir et d'une sûreté de dessin qui le promurent très tôt dans le peloton de tête de nos affichistes, ses rigoureuses études aux Beaux-arts n'éteignirent pas en lui la passion de la peinture - celle à laquelle on se voue corps et âme. Les années concédées à l'affiche, au contraire, furent bénéfiques à Even : elles lui permirent de se trouver lui-même, de se réaliser à la fois dessinateur et coloriste, constructeur et poète. Ainsi a-t-il pris rang - et rang préférentiel - parmi ceux qui peuvent se permettre la synthèse de tous les acquêts de la peinture depuis bientôt cent ans. C'est leur intime, leur savante fusion qui dote ses toiles lumineuses et sonores de séductions aussi satisfaisantes pour l'intelligence que pour la sensibilité. » - Guy Dornand[15]
- « Par sa manière impressionniste d'exalter la lumière bretonne autour de Douarnenez pour donner à la nature un air de fête, par le dynamisme de la touche, par un appétit de traduire tout ce qui est mouvant, les vagues, les reflets, le galop des chevaux, Jean Even sait discipliner ses ivresses de couleurs grâce à une composition sous-jacente, à un graphisme parfaitement maîtrisé sous l'apparence du flou, de l'éblouissement lumineux. » - Gérald Schurr[13]
- « Ses thèmes de prédilection furent les marines portuaires, les plages aussi, les chasses à courre en forêt, les chevaux en général. Très tôt, il possédait la technique qui caractérisera tout son œuvre : une touche postimpressionniste très enlevée au service d'une lumière imperturbablement solaire. » - Jacques Busse[7]
- « Jean Even, un magicien de la lumière dont les toiles ont fixé dans un instantané tous ses miroitements... » - François Bellec[16]

## Prix et distinctions
- Prix Maguelonne-Lefebvre-Glaize, 1935.
- Médaille d'or au Salon des artistes français, 1936.
- Prix de la Casa Velázquez, 1936.
- Peintre officiel de la Marine, 1952.
- Chevalier de l'Ordre des Palmes académiques, 1952.

## Collections publiques
- Casa de Velázquez, Madrid.
- Cabinet des estampes de la Bibliothèque nationale de France, Paris, lithographies.
- École nationale supérieure des beaux-arts, Paris.
- Musée d'art moderne de la ville de Paris.
- Musée national d'art moderne, Paris.